# Barbara Luddy
Barbara Luddy (Great Falls, Montana, 25 mei 1908 - Los Angeles, Californië, 1 april 1979) was een Amerikaanse actrice, vooral bekend van haar werk voor de Walt Disney Company.

## Biografie
Luddy was de dochter van Will en Molly Luddy uit Helena, Montana. Haar carrière duurde ruim 50 jaar. Ze speelde in vaudeville, op het podium, voor de radio, in films en op televisie. Gedurende meer dan 20 jaar sprak zij als stemactrice stemmen in voor de films van de Walt Disney Company. Zo was haar stem te horen in de Engelstalige versie van Lady en de Vagebond, waarin zij de stem van Lady insprak
Luddy was getrouwd met R. Ned LeFevre. Ze overleed uiteindelijk op 70-jarige leeftijd.

## Filmografie (selectie)
Lady en de Vagebond (1955) - Lady